# Karl Uno Nylander

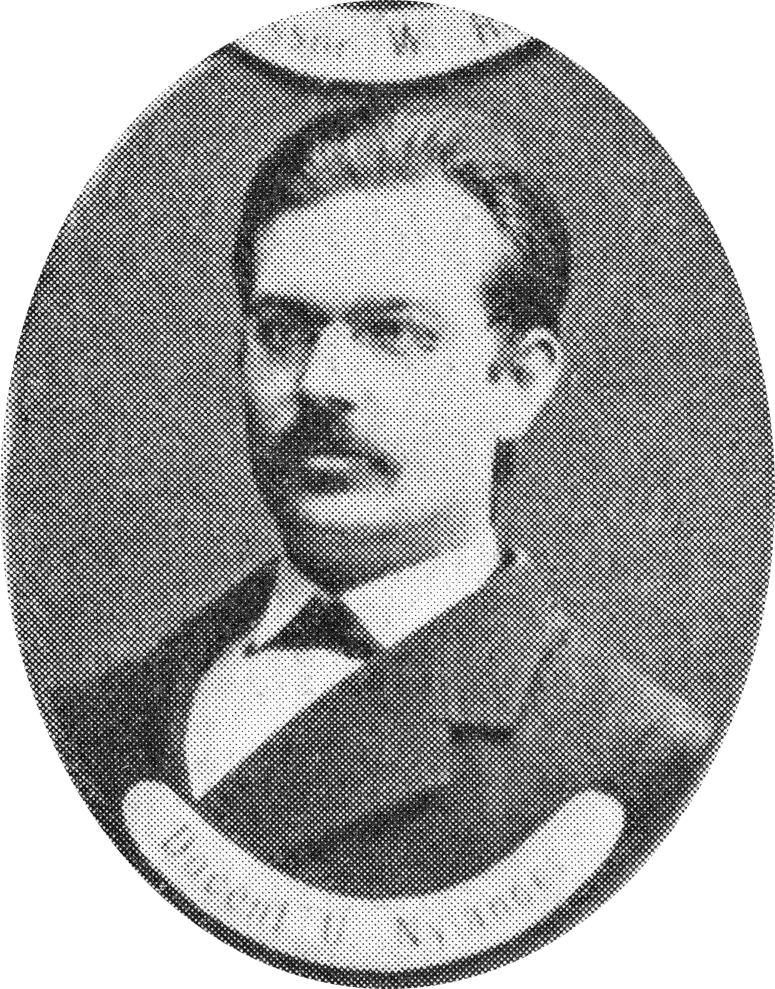
Karl Uno Nylander.

Karl Uno Nylander, född 12 maj 1852 i Tranemo, död 21 november 1901, var en svensk orientalist, teolog och domprost.
Nylander var son till bruksägaren Salomon Larson och Emma Helena Nylander. Han studerade vid Uppsala universitet, där han först blev docent i semitiska språk, därefter docent i Gamla testamentets exegetik efter att ha disputerat i respektive ämne 1882 och 1894. Han blev lektor i Strängnäs och domprost där 1897. Som akademisk lärare var han uppskattad. Han utgav bland annat en länge använd lärobok i hebreiska språket.
Nylander gifte sig 1882 med Augusta von Post. Han var far till Elisabet, Anna och Axel Nylander. Karl Uno Nylander är begravd på Gamla kyrkogården i Strängnäs.